# Silvio Gesell
Jean Silvio Gesell (ur. 17 marca 1862 w Sankt Vith, Belgia, zm. 11 marca 1930 w Eden koło Oranienburga) – niemiecki ekonomista teoretyk, twórca teorii Naturalnego Porządku Ekonomicznego.

## Życiorys
Matka Silvio Gesella pochodziła z Wallonii, ojciec zaś z Niemiec.
Po ukończeniu szkoły podstawowej w Sankt Vith Gesell kontynuował swoją edukację w gimnazjum w Malmedy. Wcześnie musiał zacząć sam zarabiać na życie, pracował więc jako urzędnik pocztowy. Ponieważ nie podobał mu się zawód urzędnika, postanowił nauczyć się handlu u swojego starszego brata w Berlinie.
Następnie spędził dwa lata jako korespondent w Maladze (Hiszpania). Niechętnie powrócił do Berlina, aby odbyć służbę wojskową. Po spełnieniu tego obowiązku pracował jako handlowiec w Brunszwiku i Hamburgu.
W 1887 r. wyjechał do Buenos Aires (Argentyna), gdzie otworzył filię berlińskiej firmy (brata?). Silne kryzysy w Argentynie spowodowały, że Gesell zaczął się zajmować strukturalną problematyką kapitalizmu.
W 1900 r. Gesell osiadł na fermie koło Neuchâtel w Szwajcarii, gdzie poświęcił się rolnictwu i autodydaktycznym studiom ekonomicznym. W 1916 r. ukazała się jego najważniejsza praca Die natürliche Wirtschaftsordnung durch Freiland und Freigeld (Naturalny porządek ekonomiczny przez wolną ziemię i wolny pieniądz). Książka ta była wiele razy wznawiana i tłumaczona na inne języki.
Po I wojnie światowej w całej Europie powstawały ruchy robotnicze na wzór rosyjski. Także w Niemczech były oficjalnie proklamowane republiki radzieckie, m.in. w Monachium, gdzie 7 kwietnia 1919 powstała Bawarska Republika Rad, której Ministrem Skarbu został mianowany Silvio Gesell. 13 kwietnia, czyli tydzień po proklamacji, Gesell został wraz z innymi członkami rządu republiki aresztowany i oskarżony o zdradę stanu, lecz wkrótce uniewinniony.
Z powodu zaangażowania w Monachijskiej Republice Radzieckiej nie pozwolono mu powrócić na jego szwajcarską fermę, w związku z czym zamieszkał w osiedlu Eden założonym przez Franza Oppenheimera, gdzie zmarł 11 marca 1930.

## Obserwacje sytuacji w Argentynie
Podczas gdy industrializacja w Europie była w owym czasie daleko zaawansowana, hiszpańskie mocarstwo kolonialne blokowało samodzielny rozwój Argentyny. Rząd hiszpański był jedynie zainteresowany bogatymi złożami srebra (stąd nazwa „Argentyna”). Samodzielny rozwój argentyńskiego rolnictwa, handlu i przemysłu zmusiłoby bowiem Hiszpanię do importu towarów z własnej kolonii.
Po upadku dyktatora Juana Manuela de Rosas została uchwalona 1853 liberalna konstytucja, która otworzyła Argentynę dla imigracji.
Gospodarka Argentyny zaczęła kwitnąć, a wełna stała się najważniejszym towarem eksportowym. Pogorszenie się koniunktury światowej w połowie lat 1870 i wprowadzenie nowej waluty mającej pokrycie w złocie, doprowadziło ok. roku 1890 do kolejnego kryzysu gospodarczego. Nastawiona na eksport gospodarka została zahamowana przez nowe przepisy związane z nową walutą. Ujawniły się typowe objawy deflacyjnej spirali: mniej pieniędzy na rynku → zmniejszające się pensje → chomikowanie pieniędzy (spadek konsumpcji) → nadprodukcja → zwolnienia pracowników → masowe bezrobocie → mniej pieniędzy na rynku itd.
Próba zaradzenia tym problemom za pomocą inflacji nie powiodła się, gdyż ze strachu przed kolejnym kryzysem ludzie oszczędzali nowe pieniądze, czym sami doprowadzili do pogorszenia sytuacji. Podaż w dalszym ciągu przerastała popyt, ceny szybko zaczęły spadać.

## Naturalny Porządek Ekonomiczny
Wydarzenia te spowodowały, że Gesell zaczął się zastanawiać nad naturą pieniądza:
Wszystko w naturze podlega swoistemu rytmowi narodzin i śmierci. Jedynie pieniądz wydaje się stać ponad tym ziemskim prawem. Ponieważ pieniądz, w przeciwieństwie do towaru, nie „rdzewieje” ani się nie „psuje”, jego właściciel znajduje się w pozycji uprzywilejowanej w stosunku do dostawców dóbr i usług i może czekać z jego wydawaniem tak długo, aż towar stanie się dla niego wystarczająco tani. Handlujący są przez to zmuszeni do obniżania cen, w związku z czym nie są w stanie pokryć swoich kosztów bez podjęcia kredytów. Z kolei posiadacze gotówki są gotowi zaspokoić zapotrzebowanie na kredyt tylko wówczas, gdy zostaną za to wynagrodzeni odsetkami. Dochody uzyskane z odsetek nie wpływają przy tym do kasy społecznej (gmina, miasto, państwo), lecz zostają dalej pożyczane (odsetki od odsetek). W ten sposób coraz więcej pieniędzy zostaje wyłączonych z obiegu. W zamian gromadzą się bez jakiejkolwiek produkcji bogactwa tam, gdzie zapotrzebowanie na pieniądze jest już w nadmiarze pokryte. Wręcz przeciwnie – osobom pracującym (produkującym towary lub świadczącym usługi) pieniądz zostaje zabierany (odsetki!).
Według Gesella także pieniądz powinien „rdzewieć”, czyli z czasem tracić na wartości. W momencie, kiedy pieniądz zacznie „przemijać” (zużywać się z czasem), podobnie jak wszystko w naturze, straci on swoją przewagę nad ludzką pracą i jej wytworami (towarami) i pojawi się na rynku bez wymagania zapłaty za siebie, czyli odsetek. W ten sposób pieniądz zacznie służyć człowiekowi, a nie człowiek pieniądzowi!
Przywrócenie wartości początkowej pieniądza powinno nastąpić za pomocą opłaty dewaluacyjnej, mającej na celu zapewnienie obiegu pieniądza. Opłaty tej dokonać musi tylko ten, kto pieniądze „chomikuje”, czyli szkodzi gospodarce. Posiadacze pieniędzy starali by się zapobiec tej opłacie, czyli nie przechowywać pieniędzy dłużej, niż to konieczne. Kto nie potrzebuje towarów, ten spłaca swoje długi, opłaca rachunki lub czynsz, albo po prostu pożycza (bez odsetek!) tym, którzy chcą w coś zainwestować. W ten sposób pieniądz znajduje się w obiegu i jest go pod dostatkiem.
Ponieważ taki pieniądz znajduje się stale pod dostatkiem na wolnym rynku (kto będzie oszczędzał pieniądz tracący z czasem na wartości?), Gesell nazwał go wolnym pieniądzem (niem. Freigeld).
Dopiero tak skonstruowana waluta jest prawdziwym pieniądzem, bo spełnia przewidzianą mu rolę środka wymiennego i służy w ten sposób ogółowi.
Ten rodzaj pieniądza miał swego poprzednika w postaci średniowiecznego brakteatu.

## Stabilny pieniądz – stabilna gospodarka
Dzięki stałemu obiegowi pieniądza można by jego ilość tak regulować, aby jego siła nabywcza, a tym samym ceny, były stabilne i utrzymywały się na stałym poziomie. Naturalne wahania cen, spowodowane innowacjami, nie przeszkadzałyby nikomu. Przestarzałe produkty szybko znikałyby z rynku.
Masywne fluktuacje rynku nie miałyby miejsca, podobnie jak deflacja i inflacja. Także niepokoje społeczne i wysokie bezrobocie przestałyby, według Gesella, istnieć.
Odkrycie nowego, według Gesella naturalnego, systemu pieniężnego spowodowało zwrot w jego życiu. Zaczął działać jako społeczny reformator. Powstały jego wczesne pisma: Die Reformation im Münzwesen als Brücke zum sozialen Staat, Nervus rerum i Die Verstaatlichung des Geldes. Po nich nastąpiło wiele broszur, książek i opracowań w językach niemieckim i hiszpańskim.

## Wpływ Gesella na wydarzenia jego epoki
Niestety, Silvio Gesell zmarł za wcześnie, aby dożyć dwóch uwieńczonych sukcesem eksperymentów z wolnym pieniądzem: w gminach Schwanenkirchen w Bawarskim Lesie i Wörgl w Tyrolu. Eksperyment w Wörgl był pełnym sukcesem i osiągnął znaczny rozgłos na świecie. Został przerwany decyzją sądu na wniosek centralnego banku Austrii pod zarzutem naruszenia jego monopolu emisji pieniądza, aczkolwiek środek obiegowy Wörgl różnił się radykalnie od pieniędzy banku centralnego i właściwie nie odpowiadał definicji pieniądza tego banku.
Projekty te skutecznie stawiły czoła konsekwencjom światowego kryzysu gospodarczego w latach 30.
Keynes w Ogólnej teorii… poświęca Gesellowi strony od 456 do 462, pisząc m.in., że „… doprowadził on swoją teorię dość daleko na to, żeby wysnuć z niej pewne zalecenie praktyczne. Możliwe, że zawiera ono w sobie istotę tego, co rzeczywiście potrzeba…” a „Myśl, jaka się kryje za pomysłem stemplowania pieniądza, jest zdrowa”.
Nieco inny koncept „wolnego pieniądza” jest do dzisiaj praktykowany przez szwajcarski WIR Bank (niem. dosłownie: MY Bank, NASZ Bank). WIR Bank emituje środki obiegu, które są akceptowane w niektórych opłatach, np. podatku, 1 WIR = 1 CHF, WIR nie jest oprocentowany.

## Wpływ Silvio Gesella na aktualne wydarzenia
Przewidywalny rozwój deflacyjny w Europie spowodował powrót do idei Gesella. Od połowy lat 90. powstały w ponad stu regionach Japonii różne formy wolnego pieniądza.
Także w Niemczech pojawiają się regionalne inicjatywy obywatelskie mające na celu wprowadzenie waluty uzupełniającej (niem. Komplementärwährung), aby ożywić gospodarkę danego regionu.

## Publikacje
- Die Reformation im Münzwesen als Brücke zum sozialen Staat (1891)
- Nervus rerum (1891)
- Die Verstaatlichung des Geldes (1892)
- El Sistema Monetario Argentino – Sus Ventajas y su Perfeccionamento (1893)
- Die Anpassung des Geldes und seiner Verwaltung an die Bedürfnisse des modernen Verkehrs (1897)
- La Cuestion Monetaria Argentina (1898)
- Die argentinische Geldwirtschaft und ihre Lehren (1900)
- Das Monopol der schweizerischen Nationalbank (1901)
- Die Verwirklichung des Rechts auf den vollen Arbeitsertrag durch die Geld- und Bodenreform (1906)
- Die neue Lehre von Geld und Zins (1911)
- Die natürliche Wirtschaftsordnung durch Freiland und Freigeld (1916)
- Gold oder Frieden? Vortrag, gehalten in Bern am 28. April 1916 (1916)
- Freiland, die eherne Forderung des Friedens – Vortrag, gehalten im Weltfriedensbund in Zürich am 5. Juli 1917 in Zürich (1917)
- Münchener Verteidigungsrede – veröffentlicht in: „Die Freiwirtschaft vor Gericht” von Richard Hofmann (1918)
- Der Abbau des Staates nach Einführung der Volksherrschaft. Denkschrift an die zu Weiumar versammelten Nationalräte (1919 – 2. Auflage 1921)
- Die gesetzliche Sicherung der Kaufkraft des Geldes durch die absolute Währung. Denkschrift zu einer Eingabe an die Nationalversammlung (1919)
- Das Reichswährungsamt. Wirtschaftliche, politische und finanzielle Vorbereitung für seine Einrichtung (1920)
- Internationale Valuta-Assoziation (IVA). Voraussetzung des Weltfreihandels – der einzigen für das zerrissene Deutschland in Frage kommeneden Wirtschaftspolitik (1920)
- An das deutsche Volk! Kundgebung des Freiwirtschaftlichen Kongresses zu Hannover (1921)
- Deutsche Vorschläge für die Neugründung des Völkerbundes und die Übetprüfung des Versailler Vertrages. Öffentlicher Vortrag, gehalten in der Aula des Gymnasiums zu Barmen am 20. Dezember 1920 (1921)
- Die Wissenschaft und die Freiland-Freigeldlehre. Kritik und Erwiderung (ohne Verfasserangabe erschienen) (1921)
- Denkschrift für die Gewerkschaften zum Gebrauch bei ihren Aktionen in der Frage der Währung, der Valuta und der Reparationen (1922)
- Zweite Denkschrift für die deutschen Gewerkschaften zum Gebrauch bei ihren Aktionen gegen den Kapitalismus (die Ausbeutung, ihre Ursachen und ihre Bekämpfung). Eine Gegenüberstellung meiner Kapitaltheorie und derjenigen von Karl Marx. Vortrag, gehalten in der Sozialistischen Vereinigung zur gegenseitigen Weiterbildung in Dresden am 8. Mai 1922 (1922)
- Die Diktatur in Not. Sammelruf für die Staatsmänner Deutschlands (1922)
- Das Trugbild der Auslandsanleihe und ein neuer Vorschlag zum Reparationsproblem. Eine weltwirtschaftliche Betrachtung, eine Warnung vor Illusionen und ein positiver Lösungsvorschlag (1922)
- Der verblüffte Sozialdemokrat (Gesell-Acratillo 1922)
- Der Aufstieg des Abendlandes. Vorlesung, gehalten zu Pfingsten 1923 in Basel auf dem 1. Internationalen Freiland-Freigeldkongress (1923)
- Das Problem der Grundrente (Gesell-Sernocelli-Roth 1925)
- Die allgemeine Enteignung im Lichte physiokratischer Ziele (1926)

(lista niepełna)